# NGC 5
NGC 5 je eliptická galaxie, vzdálená od sluneční soustavy přibližně 236 milionů světelných let, nacházející se v souhvězdí Andromedy. Galaxii objevil Édouard Jean-Marie Stephan v roce 1881 pomocí svého reflektoru o průměru 80 cm. NGC 5 je charakteristická svou kulovitou strukturou a relativním nedostatkem mladých hvězd, což je typické pro eliptické galaxie. Tato galaxie obsahuje převážně staré, červené hvězdy a má nízký podíl mezigalaktického plynu, což omezuje tvorbu nových hvězd. Studium NGC 5 přispívá k lepšímu pochopení dynamiky a evoluce eliptických galaxií ve vesmíru.